# Bhainsa
Bhainsa (o Bhaisa) è una suddivisione dell'India, classificata come municipality, di 41.003 abitanti, situata nel distretto di Adilabad, nello stato federato del Telangana. In base al numero di abitanti la città rientra nella classe III (da 20.000 a 49.999 persone).

## Geografia fisica
La città è situata a 19° 6' 0 N e 77° 58' 0 E e ha un'altitudine di 363 m s.l.m..

## Società

### Evoluzione demografica
Al censimento del 2001 la popolazione di Bhainsa assommava a 41.003 persone, delle quali 21.128 maschi e 19.875 femmine. I bambini di età inferiore o uguale ai sei anni assommavano a 6.869, dei quali 3.523 maschi e 3.346 femmine. Infine, coloro che erano in grado di saper almeno leggere e scrivere erano 22.328, dei quali 13.442 maschi e 8.886 femmine.